# Eric Brittingham
Eric Brittingham (Maryland, 8 maggio 1960) è un bassista statunitense famoso per essere il bassista della hair metal band dei Cinderella, nonché tra i membri fondatori assieme a Tom Keifer.

## Carriera
Inizia a suonare la chitarra a 8 anni ed entra nella prima band a 11. Diventa bassista a 17 anni, quando una band formata da un suo amico ne cercava uno, scoprendo così la sua vera passione. Milita in diverse band nel Maryland, passando dalla new wave al progressive rock fino all'heavy metal. Suona cover ma anche pezzi originali.
Lavora per qualche tempo con il fratello in un'azienda di impianti di condizionamento. Fonda i Cinderella insieme a Tom Keifer, Michael Kelly Smith e Tony Destra nel 1983.
Eric ha anche una band parallela ai Cinderella con Jeff LaBar, chitarrista dei Cinderella, chiamata Naked Beggars. La moglie di Eric, Inga Brittingham è la cantante del gruppo.
Alcune fonti rivelano che Brittingham ha avuto un attacco di cuore verso metà dicembre 2006, ma fortunatamente si è ripreso.
Nel 2009 ha temporaneamente sostituito il bassista Bobby Dall nei Poison, ammalatosi in occasione di un tour estivo in compagnia dei Def Leppard.
Nel 2014 fonda il supergruppo Devil City Angels assieme a Tracii Guns, Rikki Rockett e Brandon Gibbs. Tuttavia abbandona il progetto dopo aver terminato le registrazioni dell'omonimo album di debutto.

## Discografia

### Con i Cinderella

#### Album in studio
- Night Songs (1986)
- Long Cold Winter (1988)
- Heartbreak Station (1990)
- Still Climbing (1994)

### Album dal vivo
- Live Train to Heartbreak Station (1991)
- Live at the Key Club (1999)
- Extended Versions (2006)
- Live at the Mohegan Sun (2009)

### Raccolte
- Once Upon A... (1997)
- Rocked, Wired & Bluesed: The Greatest Hits (2005)

### Con i Naked Beggars
- Naked Beggars (2003)
- Spit It Out (2006)

### Con i Devil City Angels
- Devil City Angels (2015)

### Altri album
- Sebastian Bach - Bach 2: Basics (2001)
- Bret Michaels - Jammin' with Friends (2013)

### Tribute
- Spacewalk: A Tribute to Ace Frehley (1996)